# ألان اولسن (مغني)
ألان اولسن (بالدنماركية: Allan Olsen)‏ هو مغني وكاتب أغاني دنماركي، ولد في 18 مارس 1956.

## وصلات خارجية
- ألان اولسن على موقع IMDb (الإنجليزية)
- ألان اولسن على موقع ميوزك برينز (الإنجليزية)
- ألان اولسن على موقع ديسكوغز (الإنجليزية)